# Sturegymnasiet
Sturegymnasiet bildades 1992 med lokaler i en byggnad vid Laholmsvägen i Halmstad, som uppfördes 1891 som Östra folkskolan 1891 efter ritningar av Sven Gratz. Byggnaden rymde då 10 klassrum och två slöjdsalar, och hade stora likheter med den tio år tidigare uppförda Fredriksvallsskolan. År 1926 byggdes skolan till efter ritningar av Uno Forthmeiier, och erhöll sin nuvarande exteriör, gymnastiksal, skolkök, lokaler för tandklinik och skolbad. I samband med detta ändrades dess namn till Engelbrektsskolan.
Vid sidan av skolan låg S:t Olofshemmet från 1901, som senare blev Stureskolan (1969-1969). Engelbrektsskolan blev grundskola för klass 7-9. De sista eleverna från Kommunala flickskolan i Halmstad i Östra förstaden avslutade sina studier här, efter det att flickskolan hade lagt ner sin undervisning i den gamla skolbyggnaden 1968. År 1969 togs en ny gymnastikhall och matsal i bruk. Tidigare så hade matsalen legat i skolans källare. När skolan blev gymnasium, uppfördes på den tidigare idrottsplatsen ett stort runt hus Mediteket med undervisning framförallt för mediaeleverna men också dans-, musik- och teatereleverna.

## Inriktningar

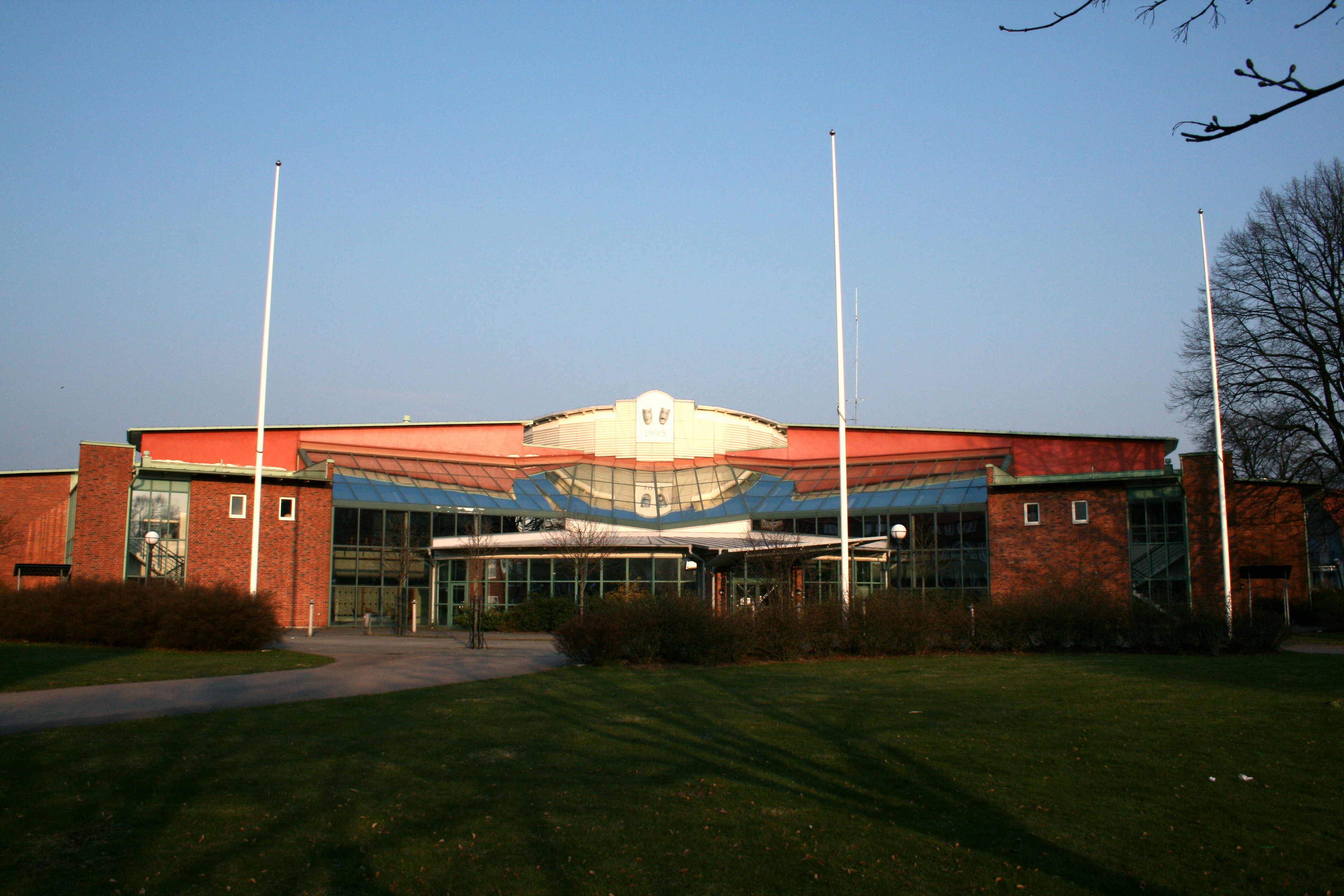
Mediteket, en av byggnaderna som utgör Sturegymnasiet

Skolan har programmen: Estetiska (inriktningar: Bild och formgivning, Dans, Film, Musik och Teater), Handel och service, Turism och resor, Restaurang och livsmedel (Kök och servering) och Samhäll (Medier, information och kommunikation). Gymnasiesärskolan har programmen: Hotell och restaurang och Estetiska.
Skolan har en egen TV-studio. TV-utbildningen har även sex fullstora redigeringar.

## Skoltidningar
I tävlingen Lilla journalistpriset om vilken skola som gör bästa skoltidningen vann Sturegymnasiets skoltidning Pop Korn första pris 2007 och tredjeårseleverna fick också 15 000 kr. 
År 2007 fick Pop Korn också utmärkelsen "Årets skoltidskrift" av branschorganisationen Sveriges Tidskrifter.
Medieeleverna i årskurs 2 gör skoltidning Punkt.

## Intern-TV
Varje hösttermin sänder medieelverna i årskurs 3 i TV/Film en studiobaserad serie, i vilken förinspelat material varvas med direktsänt. Varje år är det olika teman, under de närmare tio år som man har sänt har det varit allt ifrån parodier på barnprogram till typiska sitcom. 2005 kunde man för första gången köpa samtliga avsnitt av årets intern-TV på DVD och sedan hösten 2007 kan man även se programmen på Youtube. 
Tidigare års Intern-TV:
- 1995 - Intern Tv -
- 1996 - Foajé, Baseball, Biljard, Mongo -
- 1998 - Kanal 95 -
- 1997 - ITV (Intern-TV) -
- 1999 - Sekel -
- 2000 - Aspartam GladTeve -
- 2001 - Trikå -
- 2002 M0tv - Penthouse -
- 2003 M1tv - Moses Kebab -
- 2004 M2tv - Nojs -
- 2005 MP03tv - Gudruns Glänta -
- 2006 MP04tv - Appartement 922 -
- 2007 MP05tv - Lagom Smarta Donald -
- 2008 MP06tv - Morgonfräs med Frans -
- 2009 MP07tv - Kapten Noak och hans vänners förunderliga resor på de sju haven med båten "The Ark" -
- 2010 MP08tv - MAXAT
- 2011 MP09tv - Klassen
- 2012 Mp10tv - Antonios Hörna
- 2023 ES21F - Gänget

Pilotavsnitt till Intern-TV:
- 2004 M2tv - En fot i graven -
- 2005 MP03tv - Sagan om Ernst I & II -
- 2007 MP05tv - Late Night with Drunken Runken -
- 2007 MP05tv - Matlagning för studenter -
- 2008 MP06tv - Klassiskop -
- 2009 MP07tv - Kapten Noak och hans vänners förunderliga resor på de sju haven med båten "The Ark" -

## Tidigare elever i urval
- Basshunter[2]
- Jonas Snäckmark
- Jesper Ganslandt
- Tobias Persson
- Jeanette Capocci
- Josefin Johansson
- Joakim Nätterqvist
- Mariette Hansson
- Linnea Henriksson
- Jacob Holmström
- Christoffer Carlsson